# Copa Alagoas de Futebol de 2021
A Copa Alagoas de 2021 foi a 7ª edição do torneio que garante ao campeão uma vaga na Série D do Campeonato Brasileiro de 2022. Além disso, acontecerá a disputa de uma vaga para a Copa do Brasil de 2022 contra a equipe que ficar na terceira colocação do Campeonato Alagoano 2021.

## Critério de desempate
Os critério de desempate foram aplicados na seguinte ordem:
1. Maior número de vitórias;
2. Melhor saldo de gols;
3. Maior número de gols marcados;
4. Confronto direto, somente na hipótese de ocorrer entre dois Clubes, sem levar em consideração o gol qualificado fora de casa;
5. Menor número de cartões vermelhos recebidos;
6. Menor número de cartões amarelos recebidos;
7. Sorteio

## Fase Final
Em itálico, os times que possuem o mando de campo do confronto e em negrito os times classificados.
|  | Semifinais | Semifinais         | Semifinais |   |  | Final | Final | Final |
|  |            |                    |            |   |  |       |       |       |
|  | 1A         | ASA                | 1 (4)      |   |  |       |       |       |
|  | 2B         | Jacyobá            | 1 (2)      |   |  |       |       |       |
|  |            |                    |            |   |  | ASA   | 1     |       |
|  |            |                    | Coruripe   | 0 |  |       |       |       |
|  | 1B         | Coruripe           | 4          |   |  |       |       |       |
|  | 2A         | Desportivo Aliança | 1          |   |  |       |       |       |

## Premiação
| Campeão Copa Alagoas 2021 |
| ------------------------- |
| ASA Campeão (3° título)   |